# Список кардиналов, возведённых антипапой Иоанном XXIII

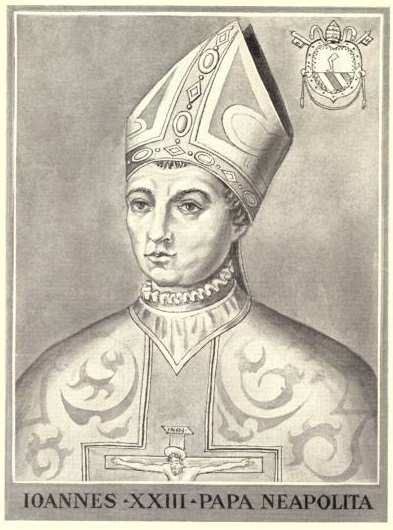
Антипапа Иоанн XXIII

Псевдокардиналы, возведённые антипапой Иоанном XXIII — 18 прелатов и клириков были возведены в сан кардинала на четырёх Консисториях за пятилетний понтификат Иоанна XXIII.
Самой большой консисторией была Консистория от 6 июня 1411 года, на которой было назначено пятнадцать кардиналов.

## Консистория от 6 июня 1411 года
- Франческо Ландо, титулярный латинский патриарх Константинопольский (Пизанское папство);
- Антонио Панчьера, патриарх Аквилеи (Венецианская республика);
- Аламанно Адимари, архиепископ Пизы (Пизанское папство);
- Жоао Афонсу Эстевеш, архиепископ Лиссабона (королевство Португалия);
- Пьер д’Альи, епископ Камбре (королевство Франция);
- Георг фон Лихтенштейн-Николсбург, князь-епископ Трента (Трентское епископство)[1];
- Томмазо Бранкаччо, епископ Трикарико (Пизанское папство);
- Бранда Кастильоне, епископ Пьяченцы (Пизанское папство);
- Томас Лэнгли, епископ Дарема (королевство Англия)[1];
- Роберт Хэллам, епископ Солсбери (королевство Англия)[1];
- Жиль де Шан, епископ Кутанса (королевство Франция);
- Гульельмо Карбоне, епископ Кьети (Неаполитанское королевство);
- Гийом Филластр, декан капитула кафедрального собора Реймса (королевство Франция);
- Лучидо Конти, апостольский протонотарий (Пизанское папство);
- Франческо Дзабарелла, епископ Флоренции (Флорентийская республика).

## Консистория от 13 апреля 1413 года
- Симон де Крамо, архиепископ Реймса (королевство Франция).

## Консистория от 18 ноября 1413 года
- Джакомо Изолани (Пизанское папство).

## Консистория от сентября 1414 года
- Пьер де Фуа младший, O.F.M., епископ Лескара (королевство Франция).